# WISE 1828+2650
Coordenadas:  18h 28m 31.10s, +26° 50′ 37.79″

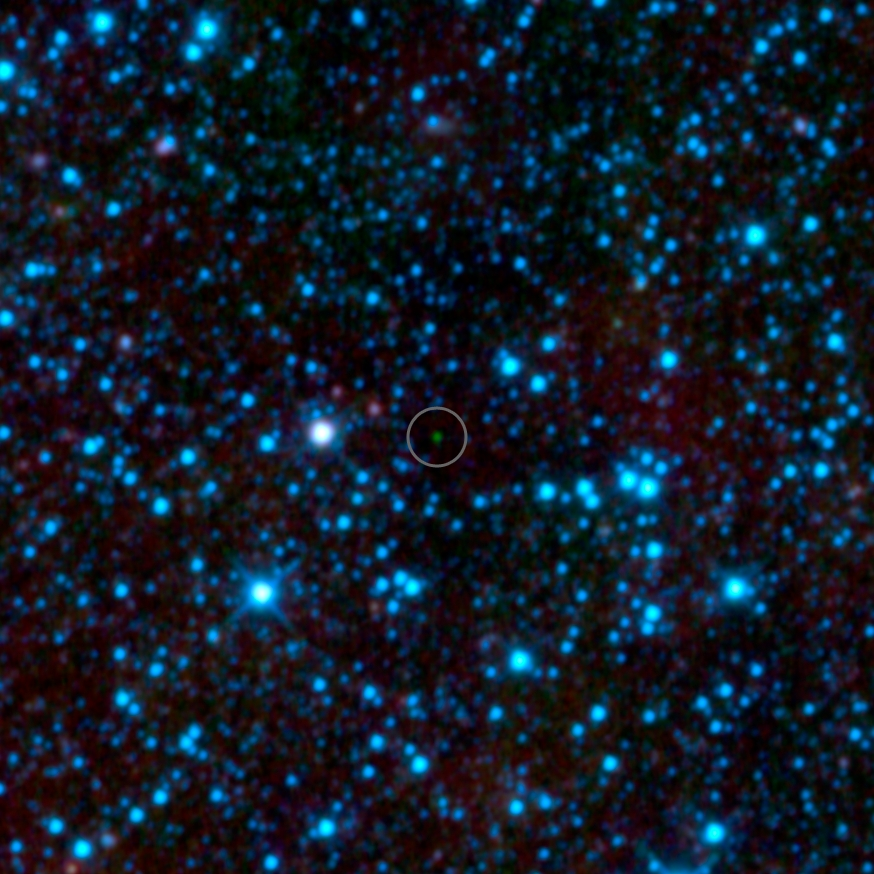
WISE 1828+2650 está circulada ao centro
(Imagem em infravermelho do telescópio espacial WISE).

WISE 1828+2650 (designação completa WISEPA J182831.08+265037.8) é uma anã marrom ou planeta interestelar de classe espectral >Y2, localizada na constelação de Lyra a aproximadamente 47 anos-luz da Terra. É o "membro arquetípico" da classe espectral Y.